# آزادی آزادمنش
آزادی آزادمنش (زادهٔ ۱۳۲۲ در گناباد) نمایندهٔ مردم شهرستان‌های گناباد و بجستان در مجلس ششم بوده‌است. او دکترای جامعه‌شناسی را از دانشگاه پونا هندوستان اخذ کرده‌است.(او با کسب ۱۶٬۴۰۶ رای از ۶۰٬۲۰۵ که معادل ۲۷٬۲۵٪ آرا بود به مجلس راه پیدا کرد)
آزادمنش بعد از اتمام دوره نمایندگی مجلس نیز با عضویت در حزب اعتماد ملی و فعالیت در ستاد انتخاباتی مهدی کروبی فعالیت سیاسی خود را ادامه داد. وی به زبان انگلیسی نیز مسلط است.